# Gutiérrez Zamora
Gutiérrez Zamora là một đô thị thuộc bang Veracruz, México. Năm 2005, dân số của đô thị này là 24322 người.